# Naturschutzgebiet Klef (Neuenrade)
Das Naturschutzgebiet Klef ist ein 7 ha großes Naturschutzgebiet (NSG) östlich von Werdohl im Stadtgebiet von Neuenrade im Märkischen Kreis in Nordrhein-Westfalen. Das NSG wurde 2004 von der Bezirksregierung Arnsberg per Verordnung als NSG ausgewiesen. Auf dem Stadtgebiet von Plettenberg schließt sich direkt das 11,2 ha große, gleichnamige Naturschutzgebiet an.
Das Naturschutzgebiet ist Teil des FFH-Gebietes „Schluchtwälder im Lennetal“ (DE-4712-301).

## Gebietsbeschreibung
Bei dem NSG handelt es sich um einen zur Lenne (Ruhr) hin exponierten und felsreichen Steilhang. Am Hang befinden sich artenreiche und stufige Hangmischwälder. Teilweise handelt es sich um Hainsimsen-Rotbuchenwälder. Es handelt sich teilweise um ehemaligen Niederwald. 